# Relativism
Relativism är en filosofisk ståndpunkt som sätter någonting i relation till något annat.

## Olika exempel
Enligt boken Den svårfångade relativismen: en uppslagsbok (2008), redigerad av Sven-Erik Liedman; Torbjörn Tännsjö och Dag Westerståhl, kan ting ur ena kolumnen i nedanstående uppställning ställas relativt till ting i den andra kolumnen:
| Vad är relativt                      | Till vad kan det relateras                        |
| ------------------------------------ | ------------------------------------------------- |
| Sanning                              | Individer och grupper                             |
| Fakta, uppfattningar om verkligheten | Historiska epoker                                 |
| Kunskap                              | Kulturer, samhällen                               |
| Rationalitetskriterier               | Begreppsscheman, paradigm, perspektiv, livsformer |
| Moraliska värden och normer          | Språk                                             |
| Estetiska värden                     | Estetiska upplevelser                             |

Genom att relativisera begrepp i första kolumnen mot den andra kan vi finna positioner som förnekar alla absoluta värden (värderelativism) eller all absolut kunskap (kunskapsrelativism). I vissa fall talar man även om kulturrelativism som betecknar ståndpunkten att värden kan gälla enbart inom en kultur, grupp, klass och så vidare men inte mellan dem. Sanningsrelativism hävdar att det inte finns några absoluta sanningar, det vill säga att all sanning är relativt ett särskilt ramverk, exempelvis ett språk eller en kultur (kulturrelativism).

## Etisk relativism
Etisk relativism är åsikten att sanning och moral inte är absoluta begrepp, utan enbart relativt till de människor och grupper som använder dessa begrepp.

## Kritik och försvar
Kritiker menar att relativismen är självmotsägande, subjektiv, godtycklig och nihilistisk, att den resulterar i kaos, att den undergräver tilltron till vetenskap, sanning och rättvisa samt att relativisten inte kan ta ställning eftersom allt är tillåtet. Relativisterna menar å sin sida att all kunskap och alla värden är bundna till en viss kontext, ett visst perspektiv, ett visst sammanhang. Av detta följer automatiskt att ingen kunskap är absolut eller tidlös. Människan kan således aldrig besitta absolut kunskap.
Ett klassiskt argument mot relativistiska argument är att de är självmotsägande. Ta till exempel följande påstående: "Vi människor kan aldrig vara säkra på våra sanningsanspråk." Antag att detta påstående är sant. I så fall innebär det att vi inte kan vara säkra på att påståendet i sig är sant, eftersom det uttrycker ett kategoriskt förnekande av säkra sanningsanspråk. Om påståendet är sant är det alltså falskt, vilket innebär en självmotsägelse. Denna grundläggande defekt i relativistiska argument gör att det är svårt att försvara dem med logisk argumentation. Relativismen är därför i allt väsentligt en deskriptiv och historicerande position.  
Ett standardavfärdande av relativism är "om ditt hävdande att relativismen vore sann, vore inte min ståndpunkt vilken hävdar motsatsen då precis lika giltig?"  

## Exempel på "förespråkare"
Sofisterna räknas som relativismens fäder inom den västerländska filosofin. Protagoras myntade exempelvis uttrycket:  "Människan är alltings referens, för de ting som är att de är och för de ting som inte är att de inte är." Protagos är också känd för uttrycket "Det som är sant för dig är sant för dig, och det som är sant för mig är sant för mig", under en dialog med Sokrates. 
Författaren Peter Handke anser själv att han relativiserar när han kallar Srebrenicamassakern för ett "brodermord" istället för den gängse beskrivningen folkmord. "Att relativisera betyder inte att förneka".